# Bismutchloridoxid
Bismutchloridoxid ist eine chemische Verbindung aus Bismut, Chlor und Sauerstoff, die in der Kosmetikindustrie eingesetzt wird.

## Gewinnung und Darstellung
Beim Eintröpfeln einer mit salzsäurehaltigem Wasser bereiteten Lösung von Bismut(III)-chlorid in viel Wasser scheidet sich Bismutchloridoxid (basisches Bismutchlorid) in glänzenden Schüppchen oder als blendend weißes Pulver aus.
{\displaystyle \mathrm {BiCl_{3}+H_{2}O\longrightarrow BiOCl+2\ HCl} }
Ebenfalls möglich ist die Darstellung durch Reaktion von Bismut(III)-chlorid mit Cadmium(II)-oxid bei 400 °C.
{\displaystyle \mathrm {BiCl_{3}+CdO\longrightarrow BiOCl+CdCl_{2}} }

## Eigenschaften

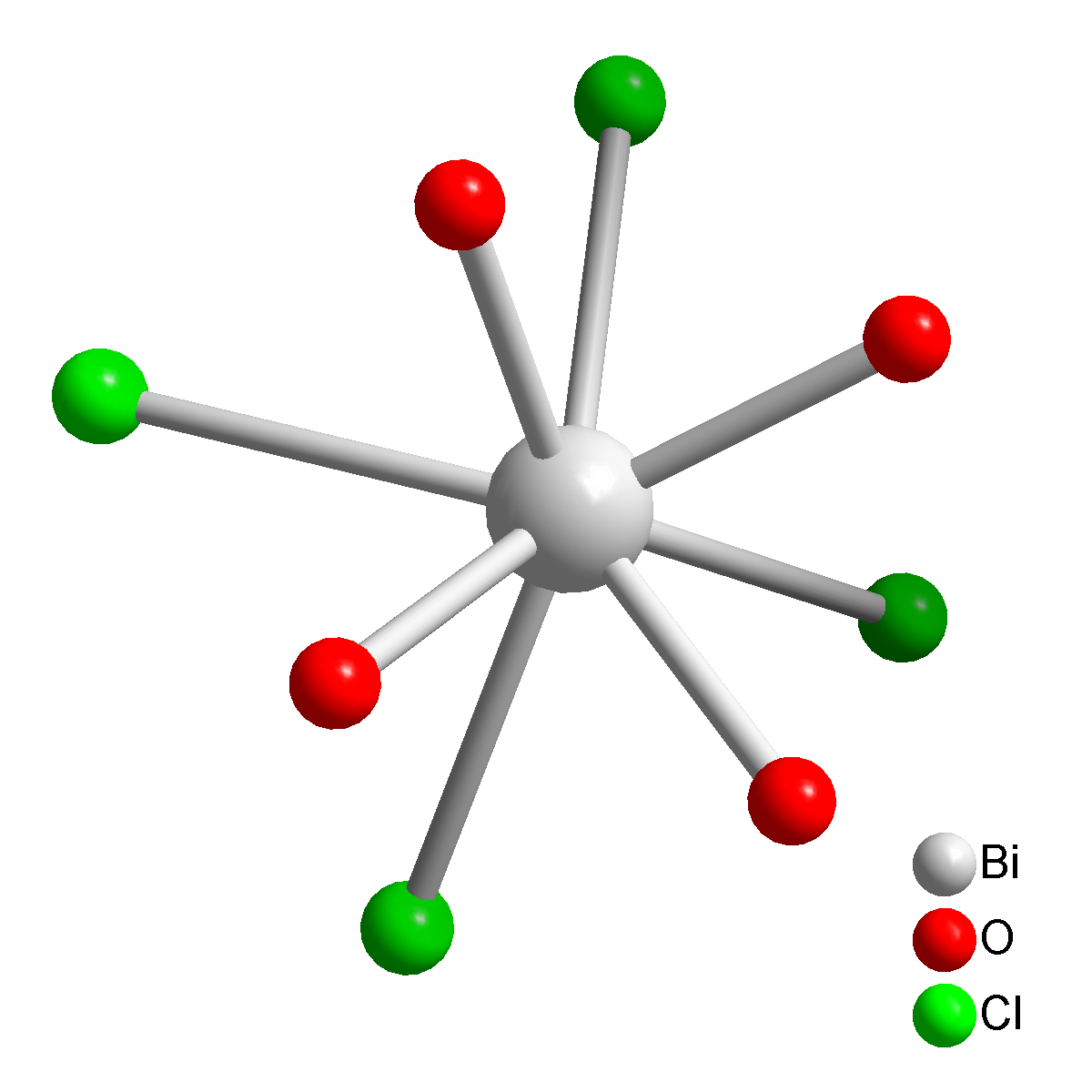
BiCl_{4}O_{4}-Einheit in BiClO

Bismutchloridoxid ist ein farbloses kristallines Pulver, das in Wasser nur sehr wenig löslich ist und tetragonal kristallisiert. Neben dem Anhydrat existiert auch noch ein Hydrat BiOCl·H2O. Über den Wassergehalt der durch Hydrolyse von Bismut(III)-chlorid erhältlichen Präparate liegen widersprüchliche Literaturangaben vor, sie können aber durch Erhitzen auf > 260 ° zu BiOCl entwässert werden. Bismutchloridoxid (BiClO) kristallisiert tetragonal im PbFCl-Typ in der Raumgruppe P4/nmm (Raumgruppen-Nr. 129) mit den Gitterparametern a = 3,887 Å und c = 7,354 Å. Die Struktur besteht aus Bi3+-Ionen, die von jeweils vier Chlorid- und Oxidionen koordiniert werden. Das Koordinationspolyeder ist dabei ein quadratisches Antiprisma. Jedes Chlorid- und Oxidion koordiniert weitere drei Bismutionen, so dass eine Schichtstruktur resultiert. Außer BiClO sind auch die Bismutchloridoxide Bi3ClO4 und Bi24Cl10O31 bekannt.

## Verwendung
Bismutchloridoxid wurde früher in der Medizin verwendet und als Schminke benutzt (Wismutweiß, Perlweiß, Schminkpulver, Blanc d’Espagne). Es dient heute noch als Farbstoff in Lippenstiften, Mascara und ähnlichen kosmetischen Produkten und wird als Material für Perlglanzeffekte (z. B. für Möbel, Elektronikartikel und Haushaltsgegenstände) eingesetzt. Auf Grund der Eigenschaft der BiOCl-Pigmente bereits unter Sonnenlicht, teils irreversibel, zu vergrauen wird es i. d. R. aber nicht mehr als unstabilisiertes Pigment für dedizierte Außenanwendungen (z. B. in Automobillackierungen) verwendet.